# نظرية تحدد البيئة

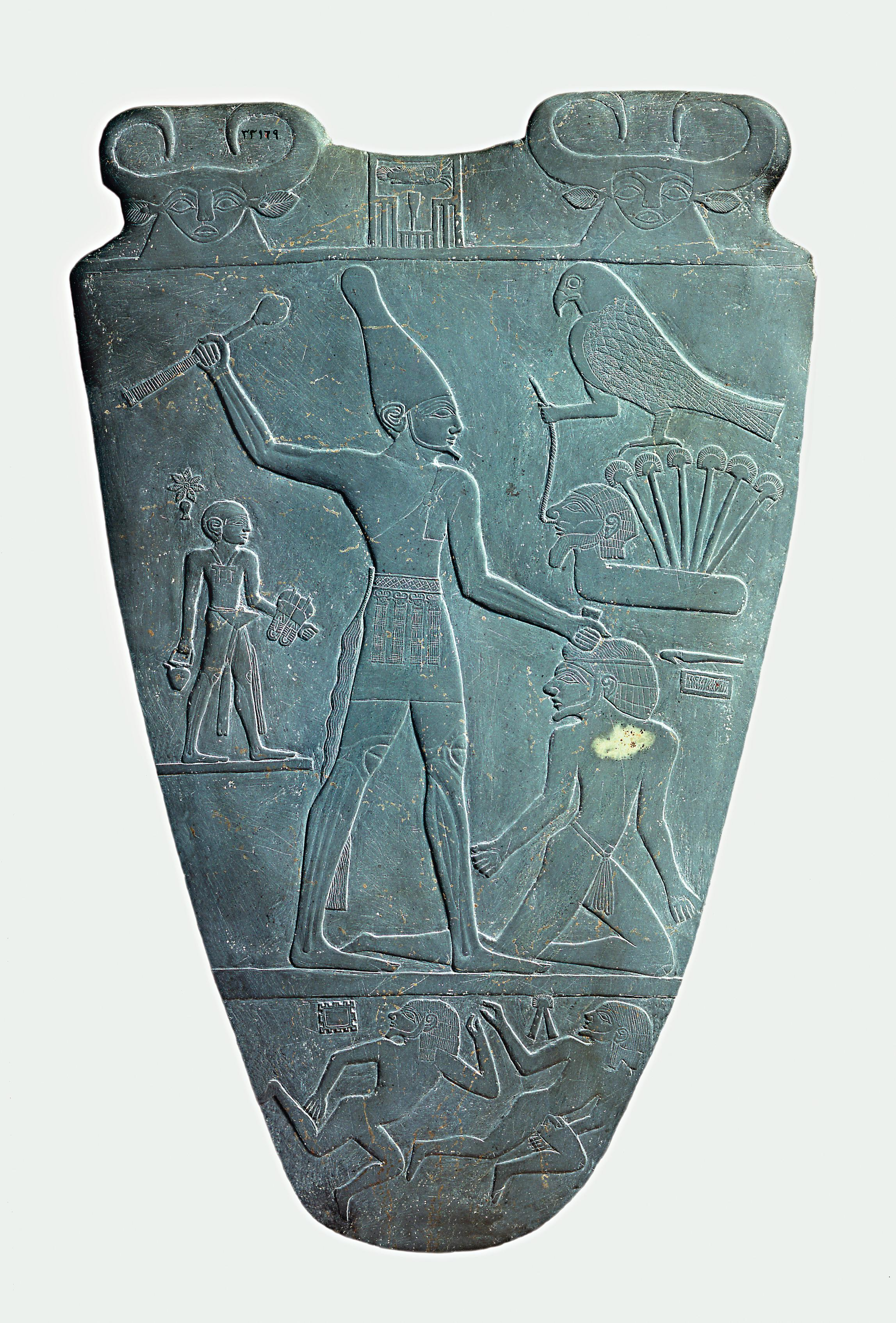

نظرية تحدُّد البيئة(بالإنجليزية: Circumscription theory)‏ هي نظرية دور الحرب في تشكيل الدولة في الأنثروبولوجيا السياسية، أنشأها عالم الأنثروبولوجيا روبرت كارنيرو. لخص يالمار شاخت النظرية في جملة واحدة: «في مناطق الأراضي الزراعية المحددة المساحة أدى الضغط السكاني إلى حرب أدت إلى تطور الدولة».  يجادل كارنيرو بأنه كلما كانت المنطقة الزراعية محددة أكثر كلما توحدت سياسيًا بشكل أسرع.

## إيجاز النظرية
تبدأ النظرية ببعض الافتراضات، عادة ما تشتت الحرب الناس بدلاً من توحيدهم، يحدث التحديد البيئي عندما تكون مساحة من الأراضي الزراعية المنتجة محاطة بمنطقة أقل إنتاجية مثل الجبال أو الصحراء أو البحر. تطبيق الزراعة الموسعة سيؤدي إلى تناقص شديد في العائدات.
إذا لم يكن هناك قيود بيئية فيمكن للخاسرين في الحرب أن يهاجروا من المنطقة ويستقروا في مكان آخر، وإذا كان هناك قيود بيئية فإن الخاسرين في الحرب يجبرون على الخضوع للغزاة لأن الهجرة ليست خيارًا ويتحد كل من سكان المنطقة المحتلة والغزاة. تسعى منظمة الدولة الجديدة جاهدة لتخفيف الضغط السكاني عن طريق زيادة القدرة الإنتاجية للأراضي الزراعية من خلال -على سبيل المثال- الزراعة المكثفة باستخدام الري.

## التنمية الأولية والثانوية للدولة
حدثت التنمية الأولية للدولة في ست ولايات أصلية هي وادي النيل وبيرو وأمريكا الوسطى ووادي النهر الأصفر بالصين ووادي نهر السند وبلاد ما بين النهرين. حدثت التنمية الثانوية في الدول التي تطورت من الاتصال مع الدول الموجودة بالفعل. حدثت التنمية الأولية في مناطق ذات حدود بيئية.
الافتراض- في ظل فرضية كارنيرو- هو أن التكثيف الزراعي والتنسيق الاجتماعي والإكراه الضروريين لتحقيق هذه الغاية كان نتيجة للحرب التي لم يتمكن السكان المهزومون من التفرق فيها؛ حيث يعتبر التنسيق القسري اللازم لزيادة إنتاج الفائض -وفقًا لفرضية كارنيرو- عاملاً سببيًا في أصول الدولة. على سبيل المثال كانت وديان الأنهار الجبلية في بيرو التي تنحدر إلى ساحل المحيط الهادئ محددة بشدة بيئيًا. يمكن لسكان الأمازون دائمًا أن يتفرقوا ويحافظوا على اتصالهم المتناثر مع جيرانهم الآخرين الذين يحتمل أن يكونوا معاديين، في حين أن سكان الأنديز الساحلية لا يستطيعون ذلك.

## النقد
تعرضت نظرية كارنيرو لانتقادات من قبل «المدرسة الحكومية المبكرة» الهولندية التي ظهرت في السبعينيات حول عالم الأنثروبولوجيا الثقافية هنري جي إم كلاسن، على أساس أنه يمكن العثور على أدلة مخالفة كبيرة لنظرية كارنيرو. هناك أيضًا حالات من البيئات المحددة والثقافات العنيفة التي فشلت في تطوير الدول، على سبيل المثال في أودية المرتفعات الضيقة في بابوا غينيا الجديدة الداخلية، أو سواحل شمال غرب المحيط الهادئ في أمريكا الشمالية. أيضًا -على سبيل المثال -لا يتناسب تشكيل بعض الولايات المبكرة في شرق إفريقيا وسريلانكا وبولينيزيا بسهولة مع نموذج كارنيرو. ومن ثم طورت مدرسة كلايسن «نموذج تفاعل معقد» لشرح تشكيل الدولة المبكر، حيث تتماشى عوامل مثل البيئة والهياكل الاجتماعية والديموغرافية والظروف الاقتصادية والصراعات والأيديولوجية بطرق تفضل تنظيم الدولة.

## التنمية اللاحقة والمراجعة
تم تطبيق النظرية منذ ذلك الحين على العديد من السياقات الأخرى حيث قال البعض إنه يمكن تطبيقها على الصعيد العالمي. منذ ذلك الحين قام كارنيرو أيضًا بمراجعة نظريته بطرق مختلفة. لقد جادل بأن التركيز السكاني يمكن أن يكون بمثابة قوة دافعة منخفضة المستوى للصراع القبلي من التحديد الجغرافي. وقد جادل أيضًا بأنه- بالإضافة إلى ضرورات الغزو- كان السبب الأكثر أهمية لإنشاء مشيخات هو صعود قادة الحرب الذين يستخدمون مواليهم العسكريين للسيطرة على مجموعة من القرى ويصبحون زعماء كبار.

## روابط خارجية
- فيديو عن نظرية تحدُّد البيئة لكارنيرو